# تادوشوو (استان اشوی‌داشکسیه)
تادوشوو (به لهستانی: Tadeuszów) یک منطقهٔ مسکونی در لهستان است که در گمینا تارووو واقع شده‌است. تادوشوو ۱۵۰ نفر جمعیت دارد.